# Catalina Visconti
Caterina Visconti, duquesa consorte de Milán (Milán, 1361-Milán, 17 de octubre de 1404), fue miembro de la noble familia italiana Visconti, que gobernó Milán desde 1277 a 1447. Fue la segunda esposa de Gian Galeazzo Visconti, primer duque de Milán, y fue la madre de dos hijos, sucesivos duques de Milán, Giovanni Maria Visconti y Filippo María Visconti. Su nieta fue Bianca María Visconti, que se convirtió en duquesa de Milán en 1447. Catalina se desempeñó como regente de Milán de 1402 a 1404, durante la minoría de edad de su hijo mayor, pero debido a la sospecha de Giovanni Maria, de su supuesta traición a la patria (plantada en su mente por su enemigo, el condottiero Facino Cane), arrestó a su propia madre y la encarceló en el castillo de Monza, donde fue presuntamente envenenada en 1404.

## Familia

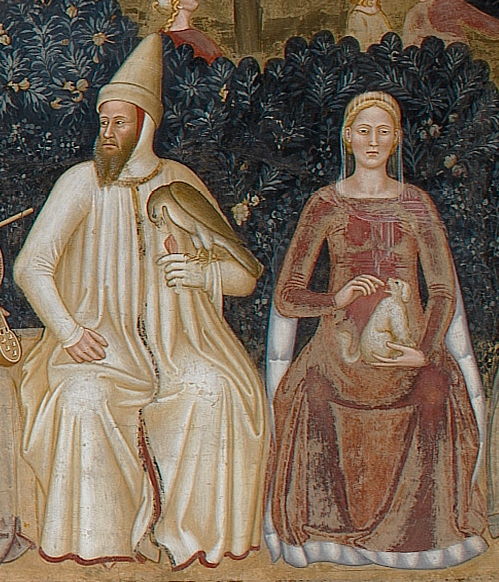
Bernabò y Beatrice Visconti.

Catalina nació en Milán, uno de los diecisiete hijos de Bernabé Visconti, señor de Milán, y Beatrice Regina della Scala. Sus abuelos paternos fueron Stefano Visconti, señor de Milán, y Valentina Doria, y sus abuelos maternos eran Mastino II della Scala y Tadea de Carrara.
Su sobrina, Isabel de Baviera-Ingolstadt, hija de su hermana mayor, Tadea, se convirtió en 1385 en reina consorte de Francia al casarse en con el rey Carlos VI. Tras el asesinato de su abuelo materno, Isabel se convirtió en uno de los enemigos más implacables del marido de Catalina, Gian Galeazzo, y de su hija, Valentina Visconti, duquesa de Orleans.

## Matrimonio
A principios de 1379, un posible matrimonio fue discutido entre Catalina y el rey Ricardo II de Inglaterra. El tutor y asesor del rey, sir Simón Burley fue a Milán para negociar, pero tenía dudas sobre el partido. Bernabé también lo rechazó, ya que favoreció otra alianza para su hija. El 2 de octubre de 1380, en la iglesia de San Giovanni in Conca, a la edad de diecinueve años, Catalina se casó con su primo hermano, Gian Galeazzo Visconti, cuya primera esposa, Isabel de Valois había muerto en 1373 al dar a luz, dejándole tres hijos que murieron jóvenes, y una hija, Valentina Visconti, quien, en 1389, se casó con Luis de Valois, duque de Orleans. De Isabel, Gian Galeazzo había heredado el título de conde de Vertus en Champagne.
En 1385, Gian Galeazzo depuso al padre de Catalina, Bernabé, como señor de Milán, encarcelándolo en el castillo de Trezzo sull'Adda donde habría sido envenenado, supuestamente por orden de Gian Galeazzo.
Catalina se convirtió en la duquesa de Milán el 11 de mayo de 1395, cuando su marido se convirtió en el primer duque de Wenceslao de Luxemburgo, rey de los romanos por 100.000 florines. Para conmemorar el evento, un misal fue pintado por Anovelo da Imbonate, que representa, en primer plano, las figuras arrodilladas de Catalina y Gian Galeazzo. Ahora se encuentra en la biblioteca de la Basílica de San Ambrosio en Milán. Su marido le concedió el castillo de Monza y de la Signoria de Vicenza. Catalina y su marido encargaron la construcción de la Cartuja de Pavía, que comenzó el 27 de agosto de 1396.
Ella y Gian Galeazzo tuvieron tres hijos: 
1. Hija (06 1385 - 9 de julio de 1385).
2. Giovanni Maria Visconti (7 de septiembre de 1388-asesinado 16 de mayo de 1412), segundo duque de Milán, se casó con Antonia Malatesta, murió sin hijos.
3. Filippo María Visconti (23 de septiembre de 1392 hasta 13 de agosto de 1447), tercer duque de Milán, se casó con Beatrice di Tenda Lascaris, viuda de Facino Cane. El matrimonio no tuvo hijos y ella fue ejecutada por cargos de adulterio. Con su amante, Inés del Maino, tuvo una hija, Bianca Maria Visconti, que le sucedió como duquesa de Milán.

## Regencia y muerte
Cuando Gian Galeazzo murió de una fiebre el 3 de septiembre de 1402, Catalina se convirtió en regente de su hijo Giovanni María, que tenía catorce años. El ducado fue desgarrado por los conflictos y las numerosas revueltas como las facciones rivales entre los herederos legítimos e ilegítimos de Gian Galeazzo libradas por la tierra y el poder durante su regencia. La facción de Catalina fue dirigida por Francesco Barbavara, conde de Valsesia y miembro del consejo de regencia. La facción liderada por su enemigo, el condotiero Facino Cane, sin embargo prevaleció, por lo que, junto con los hijos ilegítimos de Gian Galeazzo, creó dudas sobre la lealtad de Catalina en la mente de su hijo. Convencido de la traición de su madre, Giovanni Maria, arrestó a Catalina el 18 de agosto de 1404 y encarcelada en su propio castillo de Monza, murió el 17 de octubre de 1404, supuestamente envenenada. Estaba cerca de los cuarenta y tres años.
Su hijo Giovanni María fue asesinado en 1412 por un grupo de gibelinos milaneses. Su segundo hijo Filippo María le sucedió como duque de Milán.